# The New York Peacock
The New York Peacock é um filme mudo norte-americano de 1917, do gênero drama policial, dirigido por Kenean Buel para a Fox Film Corporation e estrelado por Valeska Suratt.
É agora um filme perdido.

## Elenco
- Valeska Suratt - Zena
- Harry Hilliard - Billy Martin
- Eric Mayne - Sr. Martin
- Alice Gale
- Claire Whitney - Mulher do Billy
- W.W. - Graham
- John Mackin - Miller
- Frank Goldsmith - Durrant